# Aldo Vidussoni
Aldo Vidussoni (Fogliano Redipuglia, 21 janvier 1914 – Cagliari, 30 novembre 1982) est un homme politique et militaire italien. Il fut secrétaire du parti national fasciste et médaille d’or à la valeur militaire.

## Biographie
Étudiant à l'université de Trieste en 1935, il suit le cours d'officiers subalternes à Bra, devenant sous-lieutenant d'artillerie. En mai 1936, après avoir obtenu son diplôme en sciences économiques et commerciales (il avait initialement choisi des études de droit), il rejoint le parti national fasciste et en octobre de la même année, la milice volontaire pour la sécurité nationale dans la 121e légion. Il participe comme volontaire à la seconde guerre italo-éthiopienne et, l'année suivante, à la guerre d'Espagne. Mutilé d'un œil et d'un bras lors de la bataille de Santander, il reçoit en 1937 la médaille d'or de la valeur militaire.
Secrétaire du GUF (Gruppo universitario fascista) de Trieste en 1938, il est inspecteur du GUF à la fédération d'Enna d'août 1940 à novembre 1941 et secrétaire national du GUF de novembre à décembre 1941.

### Secrétaire du PNF
Le 26 décembre 1941, à l'âge de 27 ans et de façon inattendue, il est nommé secrétaire national du PNF à la place d'Adelchi Serena ; cette nomination entraîne également son accession au rang de ministre secrétaire d'État.
Le Duce l'a choisi parce qu'il sait qu'après un an et demi de guerre infructueuse, les plus ardents partisans du régime sont précisément les jeunes : les fascistes de la vieille garde (Giuseppe Bottai, Dino Grandi et Adelchi Serena pour n'en citer que trois) sont désormais devenu critiques, non seulement envers la conduite du conflit, mais aussi envers le travail du Gouvernement Mussolini. Il devient alors conseiller national de la Chambre des Faisceaux et des Corporations.
En général, Vidussoni n'a pas de bonnes relations avec les autres hiérarques : dans les journaux de Galeazzo Ciano on lit que « Bottai, Russo, Host Venturi sont venus dire que c'est un imbécile », tandis que le même écrit le 5 janvier 1942 : « Vidussoni vient me voir. Après avoir parlé de petits problèmes contingents, il fait quelques allusions politiques et déclare de sombres intentions contre les Slovènes. Il veut tous les tuer. Je me permets de constater qu'il y en a un million. Peu importe - il répond fermement - nous devons faire comme les Ascari et les exterminer tous. J'espère qu'il se calmera. Maintenant, la devise du parti qu'ils dit plus « Libro e Moschetto » (« Livre et mousquet ») mais « Libro e maschietto » (« Livre et garçon ») ».
Le manque d'expérience et les critiques féroces qui lui sont réservées, conjuguées à la précipitation de la situation politique, conduisent Mussolini à le soutenir d'abord avec un directoire puis à le remplacer par Carlo Scorza en avril 1943 : le prétexte du remplacement est l'absence de répression des grèves du mois précédent. Après l'armistice de Cassibile, il rejoint la République sociale italienne et devient membre du conseil d'administration du Parti fasciste républicain. Dans ces années, il préside l'Association Nationale du Nastro Azzurro (« Ruban Bleu ») qui regroupe les combattants décorés d'une Médaille d'Or de la valeur militaire.

### Après la guerre
A la fin de la guerre, condamné à 14 ans par la cour d'assises, il est amnistié en janvier 1947. Après la guerre, il vit de nombreuses années à Vérone où, n'étant impliqué dans aucune enquête judiciaire pour son passé de hiérarque, il peut travailler comme employé d'une compagnie d'assurances. Il s'installe ensuite à Cagliari, la ville où il meurt en 1982 à l'âge de 68 ans des suites d'une crise cardiaque.

## Distinctions
- Médaille d'or de la valeur militaire